# Ованеко (Іллінойс)
Ованеко (англ. Owaneco) — селище (англ. village) в США, в окрузі Крістіан штату Іллінойс. Населення — 209 осіб (2020).

## Географія
Ованеко розташоване за координатами 39°28′53″ пн. ш. 89°11′42″ зх. д. / 39.48139° пн. ш. 89.19500° зх. д. (39.481426, -89.194865).  За даними Бюро перепису населення США в 2010 році селище мало площу 1,19 км², уся площа — суходіл.

## Демографія
Згідно з переписом 2010 року, у селищі мешкало 239 осіб у 86 домогосподарствах у складі 66 родин. Густота населення становила 201 особа/км².  Було 99 помешкань (83/км²).
Расовий склад населення:
| - 98,3 % — білих |

До двох чи більше рас належало 1,3 %. Частка іспаномовних становила 0,4 % від усіх жителів.
За віковим діапазоном населення розподілялося таким чином: 26,8 % — особи молодші 18 років, 56,0 % — особи у віці 18—64 років, 17,2 % — особи у віці 65 років та старші. Медіана віку мешканця становила 41,4 року. На 100 осіб жіночої статі у селищі припадало 86,7 чоловіків;  на 100 жінок у віці від 18 років та старших — 96,6 чоловіків також старших 18 років.
Середній дохід на одне домашнє господарство  становив 52 235 доларів США (медіана — 42 500), а середній дохід на одну сім'ю — 58 575 доларів (медіана — 52 083). За межею бідності перебувало 12,3 % осіб, у тому числі 28,6 % дітей у віці до 18 років та 4,4 % осіб у віці 65 років та старших.
Цивільне працевлаштоване населення становило 90 осіб. Основні галузі зайнятості: освіта, охорона здоров'я та соціальна допомога — 23,3 %, виробництво — 21,1 %, будівництво — 11,1 %, науковці, спеціалісти, менеджери — 10,0 %.